# Bielefeld Peanuts
Die Bielefeld Peanuts waren ein Softballverein aus Bielefeld.

## Geschichte
Die Peanuts wurden in der zweiten Hälfte des Jahres 1983 gegründet und waren eine Abteilung des Polizei SV Bielefeld. Heimspielstätte der Peanuts war die Rasenfläche neben der Radrennbahn Bielefeld. Zwischen 1984 und 1994 wurden die Bielefelderinnen elfmal in Folge deutscher Meister im Softball. Später löste sich der Verein auf. Die Gründe und das Auflösungsjahr sind nicht bekannt.

## Persönlichkeiten
- Nicole Ernst